# Sportovní Klub Slavia Praga
El Sportovní Klub Slavia Praha Fotbal, Akciová Společnost (en español: Club Deportivo Eslavia Praga de Fútbol, Sociedad Anónima), conocido en español como Slavia Praga, es un club de fútbol de la ciudad de Praga, República Checa que juega en la Fortuna Liga. El club fue fundado el 2 de noviembre de 1892 como ACOS (Akademický cyklistický odbor Slavia, Departamento académico de ciclismo Slavia) y sus colores tradicionales son el rojo y el blanco, además de ser su escudo, y símbolo del club, una estrella roja de cinco puntas. El equipo disputa sus partidos como local en el Fortuna Arena de la capital del país.
El Slavia juega en la Chance Liga, la máxima competición de la República Checa. Es considerado, junto con el Sparta Praga, uno de los mejores clubes del país y la rivalidad entre ambos es la más importante del fútbol checo. El Slavia ha ganado 22 ligas, 7 Copas checas y la Copa Mitropa en 1938. Su éxito más reciente fue ganar la Liga Chance en la temporada 2019-20. El Slavia también ganó la Liga Gambrinus en la temporada 1995-96, cuando avanzó a las semifinales de la Copa de la UEFA. En la temporada 2007-08 se clasificó para la fase de grupos de la Liga de Campeones de la UEFA por primera vez en su historia.

## Nombres
- 1892 - SK ACOS Praha (Sportovní klub Akademický cyklistický odbor Slavia Praha)
- 1893 - SK Slavia Praha (Sportovní klub Slavia Praha)
- 1948 – Sokol Slavia Praha
- 1949 – ZSJ Dynamo Slavia Praha (Základní sportovní jednota Dynamo Slavia Praha)
- 1953 – DSO Dynamo Praha (Dobrovolná sportovní organizace Dynamo Praha)
- 1954 – TJ Dynamo Praha (Tělovýchovná jednota Dynamo Praha)
- 1965 – SK Slavia Praha (Sportovní klub Slavia Praha)
- 1973 – TJ Slavia Praha (Tělovýchovná jednota Slavia Praha)
- 1977 – TJ Slavia IPS Praha (Tělovýchovná jednota Slavia Inženýrské průmyslové stavby Praha)
- 1978 – SK Slavia IPS Praha (Sportovní klub Slavia Inženýrské průmyslové stavby Praha)
- 1991 – SK Slavia Praha (Sportovní klub Slavia Praha - fotbal, a.s.)

## Historia

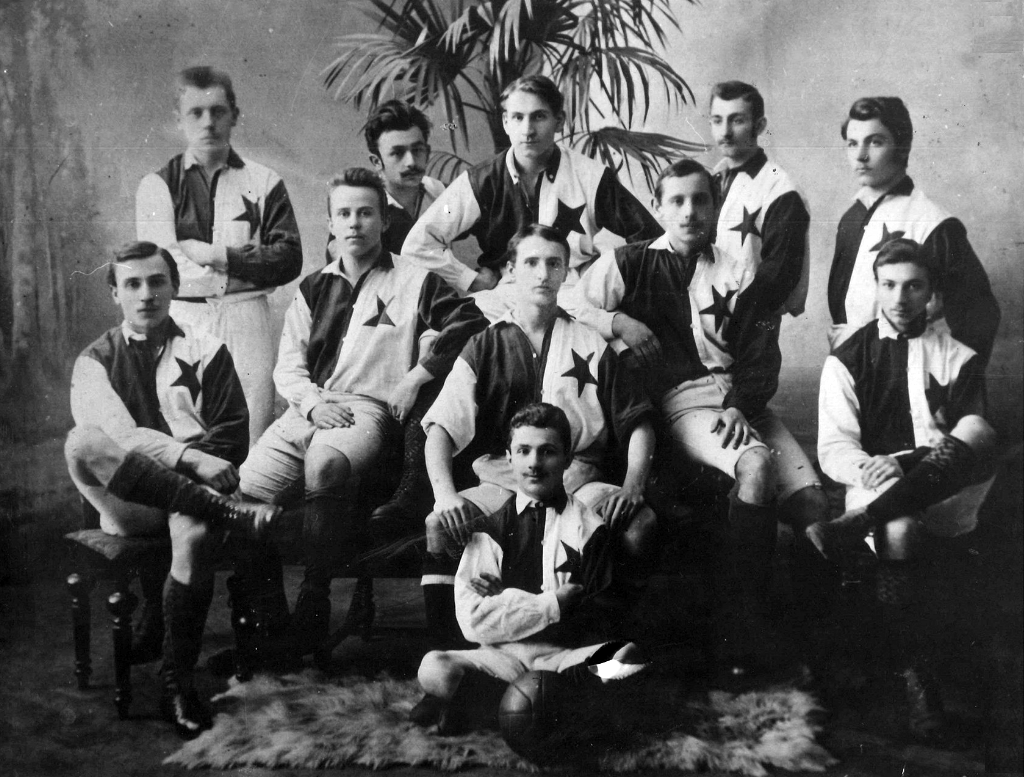
El SK Slavia Prague en 1901.

### Fundación y primer dominio (1892-1930)

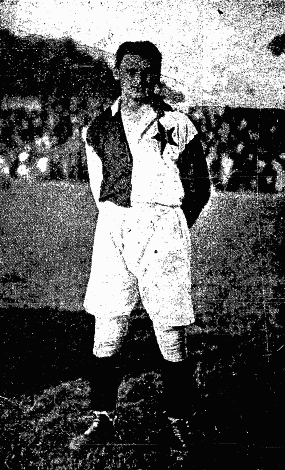
El futbolista del Slavia Jan Vaník en 1922.

El Slavia se fundó en 1892 en Vinohrady, Praga como un club deportivo donde dominaba el ciclismo. El 25 de marzo de 1896 el Slavia ganó su primer partido 5-0 a sus rivales del AC Praga. Cuatro días más tarde, el Slavia jugó contra el Sparta Praga, 0-0, y este partido es el inicio de la rivalidad tradicional entre los dos clubes checos más populares. El 5 de abril de 1896 el Slavia ganó 2-1 al ČFK Kickers y terminó segundo de 4 en este torneo.
La primera época dorada para el Slavia comenzó en 1905, cuando el entrenador escocés y exjugador del Celtic John William Madden trajo nuevas tácticas y puntos de vista sobre el fútbol de su país de origen a Praga y establecer una temprana edad dorada para el club que duró 25 años. Johnny fue el primer entrenador del Slavia y en el resto del campeonato checo solo había capitanes de los equipos que tenían algunas funciones propias de entrenador. Con Madden el Slavia ganó 134 partidos nacionales de 169 posibles y 304 internacionales de 429 entre los años 1905 y 1930. En 1930 Madden se retiró del fútbol profesional a la edad de 66 años en el Slavia, aunque se mantuvo en Praga durante el resto de su vida.

### Período checoslovaco (1934-1996)
En la Copa Mundial de la FIFA de 1934 el equipo de fútbol nacional de Checoslovaquia incluyó ocho jugadores del Slavia, lo que significa que el equipo era el más representativo en el combinado nacional. Un segundo período dorado llegó cuando el Slavia fichó a Josef Bican del Admira Viena. Con este famoso futbolista el Slavia ganó los campeonatos de liga en los años 1940, 1941, 1942 y 1943. En 1951 el Slavia terminó en 11.ª posición y fue una gran decepción. Los malos resultados continuaron durante los años cincuenta y sesenta, cuando el Slavia fue relegado dos veces. No lograron ascender hasta 1965.
Una nueva era y el regreso a la cima comenzó en 1990, cuando muchos jugadores jóvenes, incluyendo a Vladimír Šmicer y Patrik Berger, que llegaron al club gracias al empresario Boris Korbel. En 1996 el Slavia ganó su decimocuarto título después de 49 años. Durante esta temporada, el Slavia jugó la semifinal de la Copa de la UEFA y cuatro jugadores del equipo rojiblanco integraron el equipo checo que logró el subcampeonato de la Euro 96.

### Bicampeón de liga y crisis financiera (1997-presente)
El Slavia sufrió problemas financieros en los años siguientes a su primer campeonato de liga checo tras la desaparición del estado checoslovaco, principalmente debido a sus repetidos fracasos, hasta 2007, cuando logró clasificarse para la fase de grupos de la Liga de Campeones de la UEFA. El Slavia construyó un grupo de jugadores jóvenes, muchos de los cuales representaban a sus selecciones sub-21. Los jóvenes más brillantes eran Adam Hloušek, Petr Janda y Milan Černý.

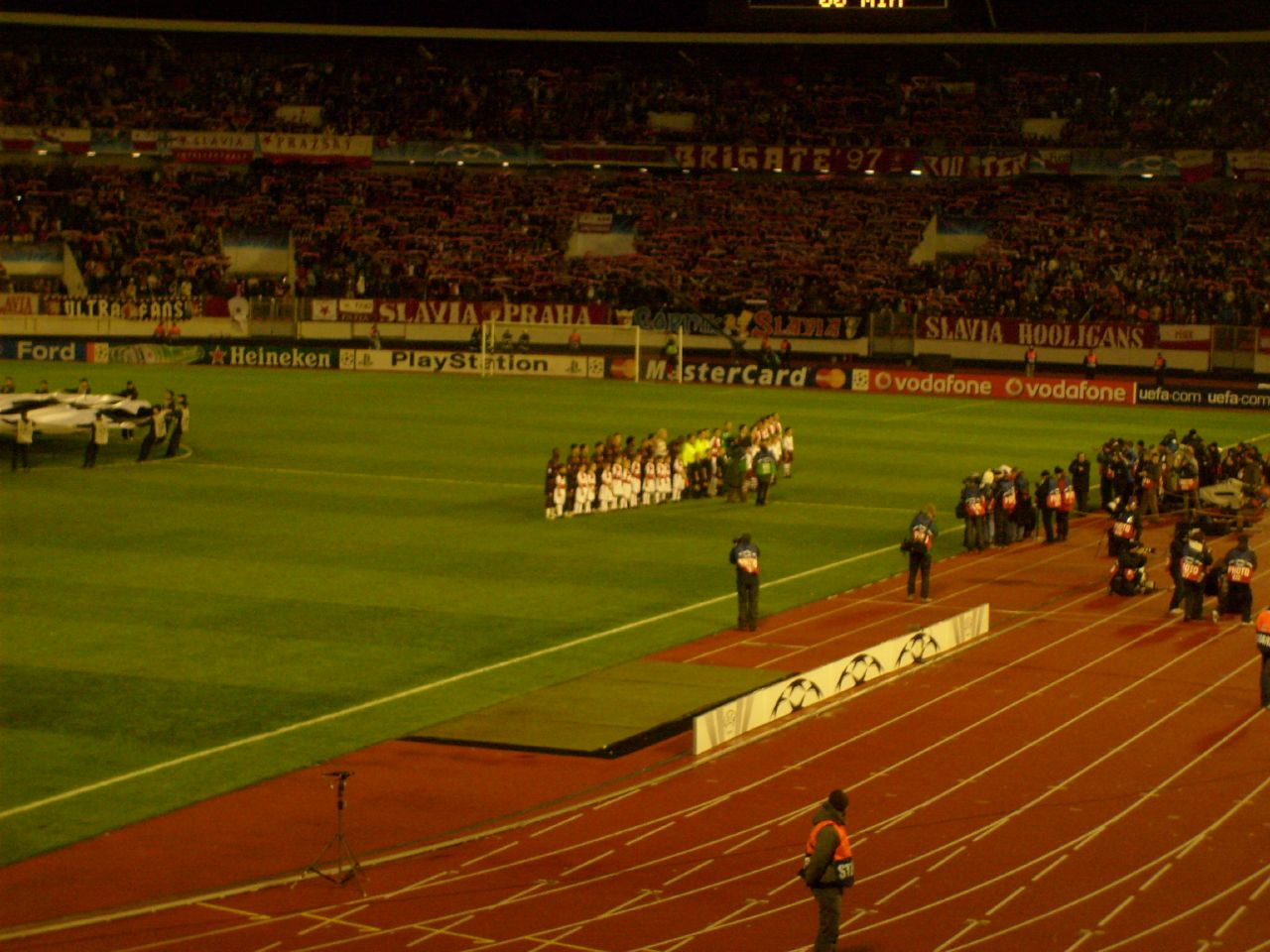
Partido Slavia-Arsenal de Liga de Campeones en Praga.

El equipo se clasificó para la Liga de Campeones de la UEFA 2007-08 tras la victoria por 3-1 el global de Ajax Ámsterdam en la tercera ronda de clasificación. El 30 de agosto de 2007 en Mónaco, fueron encuadrados en el grupo H junto con el Arsenal, Steaua Bucarest y Sevilla. Comenzaron con una victoria por 2-1 en casa ante el Steaua y una derrota por 4-2 ante el Sevilla. Luego vinieron dos partidos contra el Arsenal; el Slavia fue desmantelado 7-0 en el Emirates Stadium, pero en el partido de vuelta se las arreglaron para lograr un punto por el empate 0-0. En Bucarest se produjo un empate 1-1, que clasificó al equipo checo para la ronda de treintaidosavos de final de la Copa de la UEFA, a pesar perder en casa 0-3 ante el Sevilla.
En las temporadas de 2007-08 y 2008-09, el Slavia fue dos veces campeón checo. Sin embargo, en la temporada 2009-10 solo consiguieron el 7.º puesto.
En octubre de 2006 comenzó la construcción del nuevo estadio, el esperado Eden Arena, con una capacidad para 21.000 espectadores. El estadio fue inaugurado el 7 de mayo de 2008 con un partido de exhibición contra Oxford University.
En el otoño de 2010, el club se encontró en una grave crisis debido a sus problemas económicos. Se descubrió que debía £3.600.000 al antiguo propietario del club, ENIC Sports Ltd (English National Investment Company). Como resultado de esto se llevó a cabo una gran reducción de costes y se confirmó que el equipo tendría que ser intervenido. También se confirmó que los jugadores tunecinos Hocine Ragued y Tijani Belaid dejarían el club en el invierno de la temporada 2010-11, pues el Slavia ya no podía pagar sus salarios. Además de estas salidas, los centrocampistas Petr Trapp y Jaroslav Černý también abandonaron el club a mitad de temporada, el primero alegando que el Slavia no había pagado sus salarios durante tres meses.
Tal como era de esperar, la crisis se reflejó en el rendimiento del Slavia en el terreno de juego. A comienzos de enero de 2011 y tras 17 partidos en la temporada en liga, el Slavia estaba situado en 14.ª posición en la Gambrinus Liga con apenas 16 puntos, tras haber ganado solo tres encuentros desde julio de 2010. El club terminó la temporada por encima de la zona de descenso, para mantenerse en la máxima categoría una temporada más.
El 5 de mayo de 2011, el partido de copa contra Olomouc fue cancelado debido a las protestas de los aficionados en contra de la situación financiera del club.

## Propiedad
Hasta la primavera de 2011, el 31% del club era propiedad de ENIC Sports Ltd, que también contaban con participaciones significativas o de control en el Tottenham Hotspur y el AEK de Atenas. El 61% era propiedad de una empresa checa, Key Investments, con propiedad poco clara, que no era dueño de la propia acción, pero gestionada por un propietario desconocido. El 8% restante estaba en posesión de accionistas menores. Hasta esa fecha, el club ha sido controlado por dos hombres de negocios checo Tomáš Rosen y Petr Doležal.
En la primavera de 2011 las acciones gestionadas por Key Investments fueron compradas por el Grupo Natland y la participación del 
Grupo ENIC fue vendida al exministro de Transporte de la República Checa Aleš Řebíček, quien posee el 98% de la compañía desde el verano de 2011. El porcentaje restante (aproximadamente el 2%) es propiedad de accionistas minoritarios.

## Símbolos

Antiguo escudo del club.

Bandera del club de fútbol.

Los colores del club son tradicionalemente el rojo y blanco, que se complementa con una estrella roja de cinco puntas. El nombre de "Slavia" es un término latino que denota los territorios medievales más antiguos habitados por los eslavos (Slawi, Slavi), cuyo nombre se deriva del nombre de la Diosa Slawa —según la grafía checa—, en la literatura latina también transcrito como "Slavia".

## Uniforme
El uniforme original del Slavia es tan antiguo como el propio club. El equipo llevó ya su tradicional uniforme en su debut de 1896. Todo el equipo, incluyendo el portero, portaba la camiseta cosida a rojo en la derecha (desde la perspectiva del usuario) y dejada la otra mitad en blanco. En su parte blanca se alzaba una gran estrella roja de cinco puntas que, posteriormente, formó el escudo del club y apareció en el uniforme rojo.
Esta camiseta y su diseño se ha conservado hasta nuestros días. A través de los años solo ha cambiado el material a un sistema más moderno y variado el tamaño de las estrellas rojas colocados sobre el corazón. La combinación de colores eslavos fue alterada por los alemanes durante la Segunda Guerra Mundial. Sin embargo, hay un momento en que el uniforme cambió. Fue después de 1953 cuando, tras una medida del régimen comunista, prohibió al Slavia usar su equipación y colores tradicionales. A continuación se emplearon un número de diferentes combinaciones incluyendo el azul, blanco y amarillo. El club regresó a sus históricos colores el 2 de abril de 1956 y, desde entonces, solo ha vuelto a usar el rojo y blanco.
| 1896-53 | 1953 | 1954 | 1955 | 1956-Act. |

## Palmarés
| Torneos nacionales                                       | Títulos |
| -------------------------------------------------------- | --- |
| Primera División de Checoslovaquia / Liga Checa (22)     | 1913, 1925, 1929, 1930, 1931, 1933, 1934, 1935, 1937, 1940, 1941, 1942, 1943, 1947, 1995-96, 2007-08, 2008-09, 2016-17, 2018-19, 2019-20, 2020-21, 2024-25. |
| Copa de Checoslovaquia / Copa de la República Checa (11) | 1941, 1942, 1945, 1974, 1997, 1999, 2002, 2018, 2019, 2021, 2023.                                                                                           |

## Participación internacional en competiciones UEFA

#### Por competición
Nota: En negrita competiciones activas.
| Competición                                   | Temp. | PJ  | PG | PE | PP | GF  | GC  | Dif. | Puntos | Títulos | Subtítulos |
| --------------------------------------------- | ----- | --- | -- | -- | -- | --- | --- | ---- | ------ | ------- | ---------- |
| Copa de Europa / Liga de Campeones de la UEFA | 13    | 46  | 13 | 12 | 21 | 34  | 63  | -29  | 38     | –       | –          |
| Copa de la UEFA / Liga Europea de la UEFA     | 25    | 136 | 52 | 36 | 48 | 176 | 162 | +14  | 140    | –       | –          |
| Recopa de Europa de la UEFA                   | 2     | 8   | 3  | 3  | 2  | 11  | 9   | +2   | 12     | –       | –          |
| Total                                         | 40    | 190 | 68 | 51 | 71 | 221 | 234 | -13  | 190    | 0       | 0          |

## Entrenadores
- John William Madden (1905–30)
- Josef Štaplík (1930–33)
- Kálmán Konrád (1933–35)
- Jan Reichert (1935–38)
- Emil Seifert (1939–46)
- Josef Pojar (1946–47)
- Viliam König (1947–48)
- Jan Reichert (1949)
- Viliam König (1950–51)
- Emil Seifert (1952–53)
- / Josef Bican (1954–56)
- Antonín Rýgr (1956–58)
- Josef Forejt (1958)
- Antonín Rýgr (1959)
- Vlastimil Kopecký (1959)
- Karel Finek (1959–60)
- Josef Forejt (1960)
- Antonín Rýgr (1960–63)
- Karel Finek (1963–64)
- František Ipser (1964–66)
- Vratislav Fikejz (1966)
- Mirko Paráček (1966)
- František Havránek (1966–68)
- Jiří Nedvídek (1968–69)
- Josef Forejt (1969–70)
- Antonín Rýgr (1970–72)
- Miroslav Linhart (1972)
- Rudolf Vytlačil (1973)
- Jaroslav Jareš (1973–79)
- Bohumil Musil (1979–80)
- Josef Bouška (1981)
- Miroslav Starý (1981)
- Milan Máčala (1982–84)
- Jaroslav Jareš (1984–86)
- Vlastimil Petržela (1986–87)
- Tomáš Pospíchal (1987–88)
- Ivan Kopecký (1988–89)
- Vlastimil Petržela (1990–92)
- Jozef Jarabinský (1992–93)
- Jindřich Dejmal (1993–94)
- Miroslav Beránek (1994–95)
- František Cipro (1995–97)
- Pavel Tobiáš (1997–98)
- Petr Rada (1998)
- Jaroslav Hřebík (1998–1999)
- František Cipro (1999–2000)
- Karel Jarolím (2000–2001)
- Josef Pešice (2001)
- Miroslav Beránek (2001–2003)
- Josef Csaplár (2004–2005)
- Karel Jarolím (2005–2010)
- František Cipro (2010)
- Karel Jarolím (2010)
- Michal Petrouš (2010–2011)
- František Straka (2011–2012)
- Martin Poustka (2012)
- Petr Rada (jul 2012–abr 2013)
- Michal Petrouš (abr–sep 2013)
- Miroslav Koubek (sep 2013–mar 2014)
- Alex Pastoor (mar 2014–may 2014)
- Miroslav Beránek (jun 2014–jun 2015)
- Dušan Uhrin Jr. (jun 2015–ago 2016)
- Jaroslav Šilhavý (sep 2016–dic 2017)
- Jindřich Trpišovský (dic 2017–presente)